# Miloš Návesník
Miloš Návesník (13. listopadu 1912 Lázně Bělohrad – 17. srpna 1991 Pardubice) byl český urbanista a architekt.

## Život
Maturoval na reálném gymnáziu v Hradci Králové a následně studoval Vysokou školu architektury a pozemního stavitelství v Praze (1937). Za války byl totálně nasazen v Berlíně u firmy Siemens. Po návratu začal působit v Pardubicích ve Stavoprojektu (1950-1981). Podílel se na plánech sídliště Dukla včetně návrhu některých bytových domů. Byl hlavním projektantem sídliště Višňovka. Navrhl zimní stadion v Pardubicích. Za jeho éry vznikla nebo začala růst Dubina, Polabiny či Karlovina.
Jeho urbanistické práce nese Směrný územní plán Pardubic (1956-1959 spolu s arch. L. Potůčkem a kol., 1969), Podrobný územní plán Polabiny v Pardubicích (1959 přepracováním plánů Krásného), Podrobný územní plán prostoru mezi Veselkou a nádražím Pardubice, Studie přestavby středu města (1969 s L. Drimlem a I. Kňourkem), Územní plán sídelního útvaru Pardubic (1981 s V. Rozehnalem a kol.).
Dominantou nové výstavby a protikladem Zelené brány se měla stát osmnáctipatrová budova podniku Geodézie podle návrhu Miloše Návesníka a Lubomíra Drimla z roku 1974 na místě bývalého hotelu Veselka a bývalých mrazíren, odstřelených v roce 1972 .
Zemřel roku 1991 a byl pohřben byl nedaleko krematoria na Centrálním hřbitově v Pardubicích.